# Primo impero di Haiti
Il Primo Impero di Haiti (formalmente Impero di Haiti) fu una monarchia elettiva del Centro America.
Haiti era controllata dalla Francia prima della sua dichiarazione d'indipendenza il 1º gennaio 1804. Il governatore generale di Haiti, Jean-Jacques Dessalines, creò l'impero il 22 settembre 1804, proclamandosi imperatore col nome di Giacomo I e venendo incoronato il 6 ottobre successivo. La costituzione elaborata il 20 maggio 1805, mise le basi del governo dell'impero, con la suddivisione in sei aree militari con un governatore direttamente responsabile presso l'imperatore e da lui nominato. Il medesimo documento bandì inoltre i bianchi, ad eccezione di tedeschi e polacchi ormai naturalizzati nell'impero.
Giacomo I venne assassinato il 17 ottobre 1806. Due membri della sua amministrazione, Alexandre Pétion ed Henri Christophe, assunsero quindi il potere e divisero lo stato, con Pétion postosi alla guida della Repubblica di Haiti a sud e Christophe alla guida dello Stato di Haiti (poi divenuto Regno di Haiti) a nord. 43 anni dopo, il 26 agosto 1849, il presidente Faustin Soulouque ristabilì l'impero ad Haiti che perdurò sino al 15 gennaio 1859.